# Mathieu Demy
Pour les articles homonymes, voir Demy.
 (juin 2023).
Si vous disposez d'ouvrages ou d'articles de référence ou si vous connaissez des sites web de qualité traitant du thème abordé ici, merci de compléter l'article en donnant les références utiles à sa vérifiabilité et en les liant à la section « Notes et références ».
Mathieu Demy est un acteur, scénariste, réalisateur et producteur français, né le 15 octobre 1972 à Boulogne-Billancourt. Il est le fils d'Agnès Varda et Jacques Demy,,,.

## Biographie
Mathieu Demy débute au cinéma très jeune dans plusieurs films de sa mère Agnès Varda : L'une chante, l'autre pas, Documenteur, Murs, murs, puis Kung-fu Master.
Son parcours d’acteur alterne comédie et drame. Il est notamment remarqué en 1998 pour son interprétation d’un jeune homme atteint du sida dans le film musical Jeanne et le Garçon formidable, d’Olivier Ducastel et Jacques Martineau.
En 1999, il crée la société « Les Films de l’Autre » afin de développer ses premiers courts-métrages. Il produit et réalise en 2000 son premier film Le Plafond (35 min), adapté d’une nouvelle de Tonino Benacquista, dans des conditions de production et post-production proches de celles d’un long métrage. Le film reçoit les prix du public au Festival Premiers Plans d'Angers et au Festival International du court-métrage d’Uppsala, le prix de la Jeunesse au festival Côté Courts de Pantin, ainsi que des prix à Rennes, Dignes, Mamers.[réf. nécessaire]
En 2001, Mathieu Demy joue pour la première fois avec Benoît Cohen dans Les Acteurs anonymes. Leur collaboration se poursuivra avec notamment Nos enfants chéris, dans lequel il joue le rôle de Martin, un trentenaire qui croise son amour de jeunesse au moment où il devient père.
Mathieu Demy se voit décerner en 2001 le prix d’interprétation au Festival de Paris pour Quand on sera grand de Renaud Cohen. Il reçoit à deux reprises le prix d’interprétation au Festival Européen Cinessone : en 2003 pour Mister V. d’Émilie Deleuze et en 2004 pour Le Silence d’Orso Miret.[réf. nécessaire]
En 2005, « Les Films de l’Autre » produit le deuxième court-métrage de Mathieu Demy, La Bourde (20 min), comédie expérimentale diffusée au Musée du Jeu de Paume à Paris, ainsi que sur France 2.
Mathieu Demy reprend le rôle de Martin pour l’adaptation télévisée de Nos enfants chéris, diffusée en 2007 et 2008 sur Canal+. Il tourne avec Pascal Bonitzer dans Le Grand Alibi, et retrouve en 2009 pour Lisa et le pilote d’avion Philippe Barassat, avec lequel il avait déjà tourné dans Folle de Rachid en transit sur Mars. Il est également cette année-là à l’affiche de La Fille du RER d’André Téchiné, et du téléfilm dramatique Mes chères études réalisé par Emmanuelle Bercot.
En 2011, Mathieu Demy interprète le père de Laure, le « garçon manqué » de Tomboy de Céline Sciamma, et il tient le premier rôle dans la comédie romantique L'Art de séduire de Guy Mazarguil.
La même année, Mathieu Demy écrit, réalise, produit et interprète le rôle principal de son premier long-métrage, Americano.
Entre 2015 et 2022, Mathieu Demy partage sa vie entre la France et les États-Unis. Il réalise plusieurs épisodes du Bureau des Légendes d'Éric Rochant, série dans laquelle il interprète aussi le rôle de Clément Migaux.
C'est ensuite aux côtés de Marina Hands qu'on peut le découvrir sous les traits de Patrick, le mari d'Elvira pour la série Arte Mytho qui voit deux saisons entre 2019 et 2020.
En 2021, il participe à la réalisation de sa première série américaine, On the Verge, créée et écrite par Julie Delpy dans laquelle il tient également un des rôles principaux.
C'est en 2023 que Demy signe son retour au cinéma, participant à Rien à perdre de Delphine Deloget et Club Zero de Jessica Hausner, tous deux sélectionnés en compétition au Festival de Cannes 2023.
En 2025, on le voit à l'affiche de la série 37 Secondes réalisée par Laure de Butler et La femme la plus riche du monde de Thierry Kliffa.

## Vie privée
Mathieu Demy, est marié avec Joséphine Wister Faure, ils ont 2 enfants : un  garçon et une fille.

## Filmographie

### Cinéma

#### Longs métrages
- 1977 : L'une chante, l'autre pas d'Agnès Varda : Zorro
- 1981 : Documenteur d'Agnès Varda : Martin Cooper
- 1988 : Kung-fu Master d'Agnès Varda : Julien
- 1988 : Jane B. par Agnès V. d'Agnès Varda : Le fils de A.
- 1988 : Trois places pour le 26 de Jacques Demy : Derderian
- 1988 : La Table tournante de Paul Grimault : Le petit clown (voix)
- 1993 : À la belle étoile d'Antoine Desrosières : Thomas
- 1995 : Les Cent et Une Nuits de Simon Cinéma d'Agnès Varda : Camille, dit Mica
- 1997 : Arlette de Claude Zidi : Julien
- 1997 : Jeanne et le Garçon formidable d'Olivier Ducastel et Jacques Martineau : Olivier
- 1998 : Le New Yorker de Benoît Graffin : Alfred
- 1999 : Mes amis de Michel Hazanavicius : Benoît
- 1999 : Banqueroute de Antoine Desrosières : Nicolas Lanson
- 2000 : Les Marchands de sable de Pierre Salvadori : Antoine
- 2000 : Combat d'amour en songe de Raoul Ruiz : Paul, le loup (voix)
- 2000 : La Chambre obscure de Marie-Christine Questerbert : Thomas
- 2001 : Dieu est grand, je suis toute petite de Pascale Bailly : Bertrand
- 2001 : Les Acteurs anonymes de Benoît Cohen : Mathieu
- 2001 : Quand on sera grand de Renaud Cohen : Simon
- 2002 : Le Nouveau Jean-Claude de Didier Tronchet : Jean-Claude
- 2002 : Aram de Robert Kechichian : Lévon
- 2003 : Nos enfants chéris de Benoît Cohen : Martin
- 2003 : Mister V. d'Émilie Deleuze : Lucas
- 2004 : Le Silence d'Orso Miret : Olivier
- 2005 : Un fil à la patte de Michel Deville : Firmin
- 2006 : Écoute le temps d'Alanté Kavaïté : Julien
- 2006 : Qui m'aime me suive de Benoît Cohen : Max
- 2006 : Quelques jours en septembre de Santiago Amigorena : Le jeune banquier
- 2006 : Lisa et le pilote d'avion de Philippe Barassat : Paul
- 2007 : Le Temps d'un regard d'Ilan Flammer : Antoine
- 2008 : Le Grand Alibi de Pascal Bonitzer : Philippe Léger
- 2008 : Les Plages d'Agnès d'Agnès Varda : Lui-même
- 2009 : La Fille du RER d'André Téchiné : Alex
- 2011 : Les Insomniaques de Jean-Pierre Mocky : Martial
- 2011 : L'Art de séduire de Guy Mazarguil : Jean-François
- 2011 : Tomboy de Céline Sciamma : Le père de Laure
- 2011 : Americano de lui-même : Martin
- 2013 : Les Conquérants de Xabi Molia : Noé
- 2015 : Max et Lenny de Fred Nicolas : Le professeur
- 2018 : My Little One de Julie Gilbert et Frédéric Choffat : Bernardo
- 2023 : Rien à perdre de Delphine Deloget : Alain Paugam
- 2023 : Club Zero de Jessica Hausner : Le père d'Elsa
- 2024 : La Pampa d'Antoine Chevrollier : Etienne
- 2024 : Le Procès du chien de Lætitia Dosch : Le juge
- 2024 : Les Barbares de Julie Delpy : Philippe Poudoulec
- 2024 : Magma de Cyprien Vial : Le préfet

#### Courts métrages
- 1995 : Hillbilly chainsaw massacre de Laurent Tuel
- 1995 : Allées et venues de Marie Donnio
- 1995 : Au pays des hommes de Nicolas Goetschel
- 1996 : Vive le cinéma ! de Didier Rouget : Mathieu
- 1998 : Mon copain Rachid de Philippe Barassat : Eric adulte
- 2001 : Ce qui compte pour Mathilde de Stéphanie Murat : Phil
- 2003 : Promobis de Melvil Poupaud : un invité
- 2004 : Tarif unique d'Alexandre Coffre
- 2005 : La Petite flamme d'Elizabeth Marre et Olivier Pont
- 2005 : La Bourde de lui-même : Alban
- 2006 : Paris-Banlieue de Didier Rouget : Romain
- 2015 : Près des falaises, la plage de Franck Saint-Cast
- 2015 : Being Flat de Quentin Dupieux
- 2016 : Séances de Guy Maddin
- 2020 : Les Dominos de Jonathan Millet : Antoine
- 2024 : Toutes les femmes le font de Marina Ziolkowski : Fred

### Télévision

#### Séries télévisées
- 2007 - 2008 : Nos enfants chéris : Martin
- 2016 - 2017 : Le Bureau des légendes : Clément Migaud
- 2019 - 2021 : Mytho : Patrick
- 2020 : Ils étaient dix : Mathieu Le Goff
- 2021 : On the Verge : Martin
- 2022 : Oussekine : Commissaire Duruisseau
- 2025 : 37 Secondes : Maître Christophe Costil

#### Téléfilms
- 1995 : L'Affaire Dreyfus d'Yves Boisset : Marcel Proust
- 2010 : Colère de Jean-Pierre Mocky : Mickey
- 2010 : Mes chères études d'Emmanuelle Bercot : Benjamin

### Réalisateur
- 2001 : Le Plafond (court métrage)
- 2005 : La Bourde (court métrage)
- 2011 : Americano
- 2013 : Black Minou[6] : Boogie with You (clip)
- 2014 : Frànçois & The Atlas Mountains : La Vérité (clip)
- 2014 : Cœur de Pirate : You know that I'm no good (clip)
- 2014 : AM444 et Matthieu Chédid : Détache-toi (clip)
- 2015 / 2017 : Le Bureau des légendes (saison 1, épisodes 6 et 7 / saison 3, épisodes 1 à 5)
- 2021 : On the Verge (épisodes 4, 6 à 8)

## Distinctions
- 2009 : Lauréat de la Fondation Gan pour le Cinéma pour le film Americano[7].